# 澳門國際煙花比賽匯演

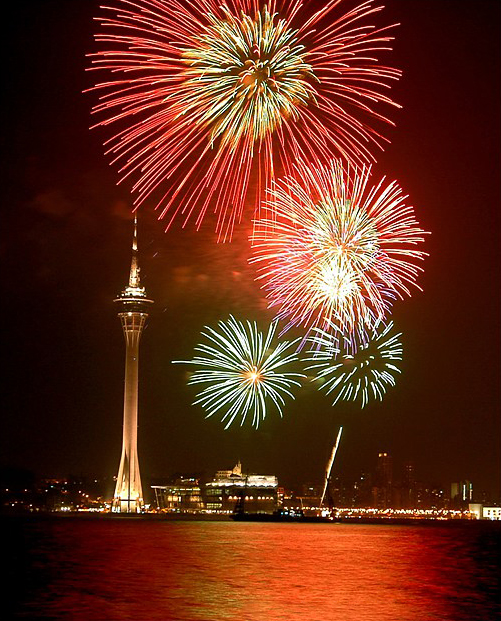
煙花下旅遊塔對開海邊（2004年）

澳門國際煙花比賽匯演（葡萄牙語：Concurso Internacional de Fogo-de-Artifício de Macau）是澳門每年一度的國際級煙花盛事，為每年吸引遊客參選的旅遊項目。1989年舉辦第一屆，經過多年舉辦，澳門國際煙花比賽匯演無論在賽事規模、匯演效果、參賽隊伍質素等都獲得國際間認同賞識。煙花賽期定於每年9月。由首個星期六至國慶（10月1日）期間，賽事分別在五個晚上進行，兩支隊伍在晚上九時至十時之間各自登場。2020年至2022年期間因COVID-19全球疫情而停辦，直至2023年復辦。

## 沿革
炮竹業曾是澳門三大手工業之一，而葡萄牙的煙花業亦歷史悠久。所以澳門旅遊司籌辦一年一度的澳門國際煙花比賽匯演，留存這項文化遺產及延續澳門的烟花歷史。在澳門煙花匯演是所有中國人及土生葡人都喜愛的節日，也是一個具代表性又精彩的節慶祝賀方法。每年除了除夕夜和偶爾舉辦的一些重要活動外，澳門很少有煙花表演。政府由1989年開始舉辦國際煙花比賽匯演，除了讓市民有更多機會欣賞煙花外，也為澳門這個旅遊城市多增一項旅遊資源，以吸引遊客及推動澳門的旅遊業。
首屆的澳門國際煙花比賽匯演是舉行於1989年9月14、16、20、23及27日在南灣海傍𦦙行，這項賽事原先安排於6月8、10、13、15及17日進行。由澳門旅遊司主辦，主要是為作慶祝6月的葡國日、賈梅士日及葡僑日以煙花作慶祝活動之一，舉辦初期參賽隊伍只有5支。隨後比賽匯演的發展更富娛樂性，1995年參賽隊伍增至10支；2005年開始，每隊參賽隊伍需要在每場比賽配上音樂演出。而2019年，參賽隊伍增至12支。
2002年的煙花比賽匯演在旅遊塔對開海面舉行，更首次安排煙花在躉船上燃放，希望為參賽者提供更多的角度，為煙花比賽匯演增添色彩。同時﹐旅遊局會透過不同的媒體，向外宣傳今屆的煙花比賽匯演，尤其在香港加強宣傳，吸引更多旅客到澳門欣賞煙花表演。
歷屆澳門國際煙花比賽匯演均安排在每年9月及10月舉行，第十五屆的煙花比賽匯演安排與澳門格蘭披治大賽車金禧嘉年華同期，即在11月1、9、12、16、22日在旅遊塔對開海面舉行，每場的煙花表演時間約18分鐘，每晚表演兩場，時間為晚上九時及十時。旅遊局局長安棟樑指出，澳門國際煙花比賽匯演在世界已享負盛名，參賽隊伍的質素、賽事的規模、匯演的效果等，都獲得國際的認同和讚賞。賽事每年均吸引大批旅客及本澳居民觀賞，對促進澳門旅遊業和提高澳門的知名度，起積極作用。旅遊局希望，璀璨繽紛的煙花匯演和金禧大賽車能互相輝映﹐增加今年大賽車期間澳門的旅遊吸引力。
澳門郵政亦在2004年和2008年，發行以澳門國際煙花比賽匯演為題的紀念郵品，以紀念此國際性盛事。
澳門永利渡假酒店贊助三百多萬澳門元成為第十八屆賽事的冠名贊助商，並於5月30日下午與旅遊局簽署贊助協議書。旅遊局長安棟樑表示，今次與永利合作，意味着有更多旅遊企業參與澳門的旅遊推廣活動，促進澳門旅遊業發展。協議書簽署儀式於下午3時在旅遊文化活動中心舉行，安棟樑及澳門永利渡假酒店總裁簡博賢代表所屬機構簽署。
除了永利澳門連續第二年冠名贊助的澳門國際煙花比賽匯演外，旅遊局在第十九屆聯同兩位熱愛煙花藝術人士李業飛和馮寶珠出版《煙花藝術在澳門》書畫冊，內容有五部分，包括澳門國際煙花比賽匯演18年歷程、爆竹和煙花的歷史與發展、煙花的文化與藝術、煙花藝術欣賞及火舞迷城油畫作品，讓大家了解煙花與澳門的深厚關係。
旅遊局與澳門電訊合作推出煙花比賽匯演手機短訊遊戲，提高市民對澳門國際煙花比賽匯演的參與度。在第廿二屆國際煙花比賽匯演期間，澳門電訊會向手機用戶發出短訊，介紹遊戲方法，並且在旅遊局及澳門電訊網站宣傳手機短訊遊戲。讓澳門居民每次觀賞演出後，可透過手機選擇喜歡的一隊，並發回一次短訊給澳門電訊；投票給成為當天最受歡迎隊伍的居民可參加抽獎，獲抽中的一名居民將獲贈澳門格蘭披治大賽車兩套水塘位置門票（周末及周日）及紀念品，得票最多的五支隊伍將獲發最受觀衆歡迎煙花隊獎狀及紀念品。
與往年不同，第廿八屆的煙花比賽匯演的五日當晚各有不同主題，依次是煙花幻想曲、璀璨邦之夜、和樂融秋月、遙星炫夜空以及閃耀迎喜慶，帶出每個煙花之夜的特色。

### 因受天鴿襲澳而首次停辦
2017年，因颱風天鴿吹襲澳門後，造成不同程度的破壞，全城忙於善後恢復工作。政府考慮各方因素，宣佈取消第廿九屆澳門國際煙花比賽匯演。火樹銀花嘉年華、國際煙花比賽匯演的獎盃設計比賽、攝影比賽和學生繪畫比賽亦一併取消。
第三十屆澳門國際煙花比賽匯演，同時為慶祝澳門特區成立二十周年，首次邀請12隊世界級的優秀煙花隊，送上主題為『蓮花二十·煙花三十』的12場精彩演出。上屆匯演新增了歌曲創作比賽，今次十二隊煙花隊會使用創作比賽冠軍得獎作品《Light your fire》，作為每場表演的其中一首特定主題背景音樂，以襯托約18分鐘的煙花演出。同時按上屆獎盃設計比賽的冠軍作品製作得獎煙花隊獎盃，藉此推動旅遊產品與文創結合，鼓勵文創產業發展。旅遊局並透過支持社團及企業，舉辦具煙花比賽匯演元素的社區旅遊活動，以豐富及增添盛事氣氛。包括9月7日至10月5日期間，每逢燃放煙花當日、在南灣雅文湖畔舉行的第三十屆澳門國際煙花比賽匯演周末手作坊計劃，以及上述期間在南灣雅文湖畔、澳門壹號廣場及永利澳門之海濱長廊舉行的第四屆澳門國際花燈節，體驗澳門的旅遊文化特色及藝術氛圍。

### 因疫情連續三年停辦
2020年，受2019冠狀病毒病全球疫情及澳門疫情不穩定因素影響，澳門特別行政區旅遊局於5月6日宣佈第31屆國際煙花匯演賽事取消， 並於9月底起至10月底將12月的澳門光影節活動提前舉行作為取代。同時於10月1日舉行“月滿琴澳國慶煙花表演”，由澳門旅遊局與珠海市橫琴新區管理委員會合辦，為時20分鐘。
2021年，由於全球疫情仍然嚴峻，難以邀請國外煙花團隊參加比賽，故未計劃籌辦是年國際煙花比賽匯演，但計劃以無人機表演代替。可是同年8月、9月下旬至10月中旬爆發濠江中學交流團學生家庭群組、隔離酒店保安及裝修工人群組疫情，最終翱遊澳門無人機表演盛會由同年10月延至同年12月舉行。
2022年，由於全球疫情持續和澳門本地對外國或其他地區實施出入境限制，加上暑假期間澳門爆發6‧18大規模疫情，故未能籌辦是年國際煙花比賽匯演，原本計劃於國慶日與廣東省珠海市橫琴合辦跨境煙花表演，但由於中國大陸疫情限制改為澳門自行舉辦國慶煙花表演。

### 再次復辦
2023年5月中旬，澳門旅遊局表示計劃於該年9月至10月期間復辦國際煙花比賽匯演，預計邀請共十隊海外隊伍參加，並籌備同期舉辦火樹銀花嘉年華。8月28日，第三十一屆比賽安排正式公佈，於9月9日至10月7日分五個晚上舉行，預算為1,800萬元，另推介5個最佳觀賞點包括雅文湖畔、澳門科學館及壹號廣場等，另有社團在南灣雅文湖畔及氹仔海濱休憩區舉辦市集，希望分散人流到不同區份及帶動經濟。

## 賽制
- 每場煙花表演的時間一般約18分鐘，每晚表演兩場。表演日期主要為九月至十月期間。為方便市民觀看煙花，表演的日子多安排在週未、中秋節及國慶節的晚上，表演地點為西灣湖畔，即澳門旅遊塔的對開海面。為鼓勵各參賽隊伍更投入比賽，主辦單位會發給每隊參賽隊伍煙花製作津貼，從2009年第二十一屆起為2萬美元。另外，冠軍、亞軍和季軍得獎隊伍會獲頒發獎金、獎盃及證書，分別為8千美元、4千美元和2千5百美元。[19]

## 最佳欣賞地點[20]
- 南灣雅文湖畔
- 氹仔海洋大馬路（氹仔海濱休憩區）
- 澳門科學館海堤
- 沙格斯大馬路（壹號湖畔對出）
- 觀音蓮花苑／觀音像海濱休憩區

## 相關活動
為了推廣澳門國際煙花比賽匯演，澳門旅遊局亦曾在賽期舉行不同的相連活動推動多元發展，包括由第一屆開始舉辦烟花滙演為主題的攝影比賽、第二屆增設學生繪畫比賽、第二十四屆增設獎盃設計比賽第二十九屆增設歌曲創作比賽、第三十屆增設海報設計比賽及短片製作比賽、澳門海上遊在2012年推出海上觀賞煙花航班、2001年開始同時舉辦火樹銀花嘉年華和澳門美食節（只有2003年11月）等。

### 火樹銀花嘉年華
為增添熱鬧氣氛，旅遊局在2000年開始，與澳門街坊總會聯合在煙花比賽當夜舉行火樹銀花嘉年華。設置美食攤位，讓居民、遊客一邊品嘗美食，一邊觀賞精彩的煙花匯演，同時還安排歌舞表演助興。2020年至2022年期間因受疫情影響而取消舉辦澳門國際煙花比賽匯演使嘉年華同時停辦，2023年因澳門國際煙花比賽匯演重新舉辦而復辦，嘉年華同時作為國際煙花比賽匯演的標誌性配套項目。2024年，為配合澳門半島南岸海濱綠廊二期工程動工，嘉年華移師至澳門科學館海堤舉辦。

### 花火市集
從2023年起，為吸引居民和旅客以更多不同角度欣賞煙花，旅遊局除了新增推介五個最佳觀賞點外，當中兩個觀賞點南灣雅文湖畔及氹仔海濱休憩區有社團首次舉辦名為「花火大會」的市集活動，讓居民及旅客選擇在不同地點一邊看煙花，一邊品嚐美食、玩遊戲、看表演。通過多元體驗，讓旅客在澳門不同角落感受「旅遊+盛事」的魅力。

### 網上投票活動
旅遊局與澳門電訊在2010年開始合作推出手機短訊遊戲，在國際煙花比賽匯演期間，澳門電訊會向手機用戶發出短訊介紹遊戲方法，並在旅遊局及澳門電訊網站宣傳手機短訊遊戲。澳門居民每次觀賞演出後，可透過手機選擇喜歡的一隊，並發回一次短訊給澳門電訊，但觀衆投票不影響評審結果。

### 中文標語創作比賽
旅遊局為2024年國際煙花比賽預熱，啟動全民發揮創新思維，促進『旅遊+』跨界融合。在新聞發佈會上，同場舉行中文標語創作比賽頒獎典禮。是次煙花比賽匯演中文標語徵集活動，通過一戶通共收到236份參賽作品。旅遊局代表及專業人士包括澳門大學中文系教授鄧駿捷、澳門筆會會長湯梅笑、《澳門日報》副總經理林耀明、《華僑報》副總編輯郭寶珈組成的評審團，按比賽主題和評審標準，評選出冠軍、亞軍、季軍和五名優異獎。

## 媒體播放
自澳門國際煙花比賽匯演在表演場次中要求加入音樂後，澳門電台中文頻道FM100.7頻率於所有表演場次播放燃放煙花期間的背景音樂；電視轉播方面，自2012年起，澳廣視旗下電視頻道澳視澳門及澳門-MACAU曾同步直播國際煙花匯演比賽場次，第30屆期間一度改為澳門綜藝及澳門-MACAU同步直播所有煙花匯演比賽場次，第31屆恢復澳視澳門的直播。

## 相關事件

### 比賽後漁船貨輪相撞事件
2012年9月22日晚為國際煙花比賽匯演，期間往內港航道需要暫時封閉，直到22:30恢復通航，期間約有十多艘各類船隻等候進出內港。豈料，恢復通船僅五分鐘，原計劃由內港出發到近岸作業的漁船珠灣3188（漁船長約21米、寬約6米，吃水約4.2米），在往內港航道十五號浮標附近，即舊澳氹大橋與西灣大橋之間海面，疑與往內港方向航行的內地貨船粵珠海貨0016（貨船長約42米、寬約9米，吃水約5.5米）發生碰撞。由於衝擊力猛，漁船嚴重受損，並迅速傾側，入水下沉。
海關、港務局出動多艘快艇及船隻到場展開救援行動，當時漁船大部分已沒入海中，救援人員成功救出船主夫婦及三名船員。由於相信三名失蹤內地船員因事出突然，未能及時逃離船艙，蛙人當時嘗試潛入船艙搜救，但因現場環境惡劣，雜物滿佈，加上漁船漏油，蛙人始終無法進入船艙。港務局救援船媽閣號一度嘗試利用鋼索扶正漁船，以便蛙人展開拯救，但未能成功。至23日02:00左右，港務局啟動往內港航道及附近水域應急打撈清障機制，安排打撈船隊前往現場打撈。搜救行動至03:00左右暫停，等待打撈船隊抵達現場，內港航道暫時解封，以便船隻進出，港務局和海關的船隻在現場指揮海上交通。
至潮漲時分，沉船隻餘桅杆部分露出水面。至07:00左右，有漁船抵達出事海面，船上漁民向海上撒溪錢，各人神情哀傷。約08:00左右，打撈公司人員到現場評估情況，並聯同海關即場協調制訂海上行動方案和陸上支援等安排。打撈船隊約於10:00抵達現場，即時開展打撈工作，海關及港務局船隻則封閉內港航道，以便打撈工作順利展開。打撈人員派出蛙人潛入水底，聯同船上人員合力在沉船綁上多條鋼索，並設法扶正及吊起船身，期間港務局人員在現場海面即時清理油汙。至約13:30左右，打撈人員成功扶正沉船，一直在場戒備的海關蛙人立即進入船艙搜索，最終發現三名失蹤內地船員遺體，隨即運走。海關相信意外發生時，由於漁船急速下沉，加上艙內漁網、雜物四散，令三名遇難船員未能及時逃生遭淹死。
在完成搜救及打撈工作後，往內港航道至15:15左右解封。港務局會把出事漁船拖至內港錨泊區的安全位置，以便作進一步調查。同時，肇事內地貨船已被當局扣查，港務局將檢驗肇事船隻，以及向船員瞭解事發情況，調查意外起因。港務局及海關表示，初步調查後，相信意外涉及有肇事船隻超船肇禍，但確實意外原因及責任誰屬，有待進一步調查。據悉有關方面已聯絡遇難船員親屬來澳處理後事。
2013年3月27日，港務局對事故完成最終調查，調查結果顯示兩艘涉事船隻事發時均沒有遵守國際海上避碰規則之相關規定，同時調查結果亦因應有關情況提出避免發生類似事件的建議。調查結果顯示，兩艘涉事船隻事發時均沒有遵守國際海上避碰規則之相關規定保持適當瞭望及保持安全航速，當中有船隻沒有遵守往內港航道的相關航行規定，並於眾多船隻之間穿梭航行。
2013年6月，澳門旅遊局局長文綺華表示，為保障國際煙花比賽匯演進行期間，海上航道的船隻安全，第二十五屆國際煙花比賽匯演調整了比賽時段，即兩場煙花表演之間的間距會縮減，首場煙花會維持在21:00舉行，第二場則提前在21:40開始，每場表演約18分鐘。因應賽事期間的航道安全，以及避免首場比賽後復航時船隻爭先恐後通過航道，旅遊局會向港務局保持緊密聯繫和溝通，經商討後就比賽時間縮短、期間不復航，待比賽當晚兩場完結後才復航，避免意外的發生。
2013年7月下旬，澳門特別行政區檢察院對一名50歲姓陳的男性本地居民落案控訴過失殺人罪。案情指，被告陳某駕駛漁船從澳門內港碼頭出發前往萬山群島海域捕魚。漁船載有被告人妻子及六名內地漁工，當駛至西灣大橋西側時，因舉行煙花匯演封閉航道，被告便將漁船停泊在附近海域等候。在航道解封後，被告駕駛漁船穿越西灣大橋後因偏離航道前進，在通過嘉樂庇總督大橋時與粵珠海貨0016貨船相撞，一分鐘後漁船沉入海中，導致三名中國大陸籍的漁工因被困船艙溺水窒息致死。承辦檢察官在分析案情及證據後，認爲事發時天晴，海面平靜。澳門內港水道狹窄，按規定應靠右航行，被告違反謹慎駕船義務，違規沿航道北邊航行，並南北穿插，導致與貨船相撞引致漁船沉沒，造成三人死亡的悲劇。因此，有強烈跡象顯示，被告人的行爲觸犯了過失殺人罪，故依法對上述被告提出控訴。

## 外部連結
- 澳門國際煙花比賽匯演官方網頁 （页面存档备份，存于）
- 澳門旅遊局網頁